# Wapen van Egmond aan Zee

Wapen van Egmond aan Zee

Het wapen van Egmond aan Zee werd op 26 juni 1816 door de Hoge Raad van Adel bevestigd in gebruik bij de Noord-Hollandse gemeente Egmond aan Zee. De gemeente is op 1 juli 1978 opgegaan in de gemeente Egmond. Het wapen van Egmond was, net zoals dat van Egmond aan Zee, gebaseerd op dat van het huis Egmont. Op 1 januari 2001 ging Egmond op in Bergen. In het nieuwe wapen van Bergen kwamen de kepers uit het wapen van Egmond terug.

## Blazoenering
De blazoenering van het wapen luidde als volgt:
Van goud, beladen met zes kepers van keel.
De heraldische kleuren in het wapen zijn goud (geel) en keel (rood).

## Geschiedenis
Het wapen is gelijk aan het wapen van het huis Egmont, dat het Kasteel Egmond in Egmond aan den Hoef bezat. In 1483 werd Jan III van Egmont (1438-1516) door Maximiliaan I van Oostenrijk verheven tot graaf. Het graafschap Egmond werd een graafschap binnen het graafschap Holland. Dit hield in dat de heren van Egmont vanaf dat moment geen leenheer meer waren van de graaf van Holland maar als rijksgraaf direct onder de keizer van het Heilige Roomse Rijk vielen. De heren en graven van Egmond waren belangrijk in de geschiedenis van het graafschap Holland.

## Vergelijkbare wapens
Het wapen van Egmond aan Zee is een afgeleide van het wapen van het huis Egmont. Daardoor is het wapen, op historische gronden, te vergelijken met de volgende wapens:

Het wapen van het huis Egmont
Het wapen van Egmond
Het wapen van Egmond-Binnen
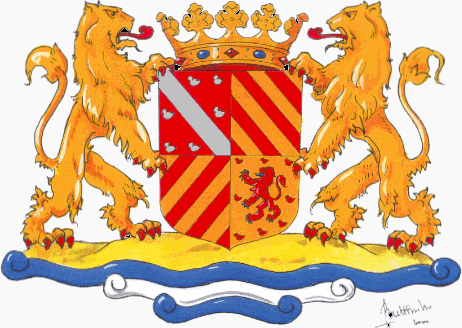
Het voor de gemeente Bergen voorgestelde wapen met in twee delen het wapen van Egmond.
Het uiteindelijk verleende wapen van Bergen met de kepers van Egmond.
Het wapen van Harenkarspel
Het wapen van Langedijk
Het wapen van Maassluis
Het wapen van Oud-Beijerland
Het wapen van Den Helder
Het wapen van Warmenhuizen
Teding van Berkhout